# Zastava Kraljevine Jugoslavije
Zastava Kraljevine Jugoslavije (i Kraljevine SHS) sastojala se od tri polja: gornjeg plave boje, srednjeg bijele boje i donjeg crvene boje.
Na odabir zastave utjecao je panslavizam, francuska trobojnica, ali i hrvatska zastava, prema kojoj je zastava Kraljevstva Srba, Hrvata i Slovenaca zapravo načinjena.